# 颱風泰利 (2005年)
颱風泰利（英語：Typhoon Talim，國際編號：0513，聯合颱風警報中心：13W，菲律賓大氣地球物理和天文管理局：Isang）為2005年太平洋颱風季第十三個被命名的風暴。「泰利」一名由菲律賓提供，其意為「刀刃」。

## 發展過程
聯合颱風警報中心（Joint Typhoon Warning Center，JTWC）於8月25日發布在馬里亞納群島附近的低壓區提升為13W，隨後於8月27日午夜12時（UTC）被JTWC升格為熱帶風暴（約相當於台灣的輕度颱風），並被命名為泰利。
泰利在登陸前迅速減弱，中心強度不但由每小時175公里，急降至每小時140公里（由四級颱風急降為二級颱風），中心更一分為二。
泰利的高層環流中心在8月31日17時（UTC）於台灣花蓮縣花蓮市南方附近登陸，而且橫過了台灣，低層環流中心停留在台灣東方近海，低層中心約在9月1日0時（UTC）於台灣花蓮縣立霧溪口登陸，相較高層中心登陸時間晚了6個半小時，低層中心由於中央山脈地形阻擋消散不見，之後低層中心由台中外海，原本穿過台灣的高層環流中心重新整合的副低壓中心取代。在台灣氣象歷史記錄上有30多個像這樣分裂過山的記錄，這也是10年來台灣首次出現高低層中心分裂的現象。
泰利是2005年第二個侵襲台灣的強烈颱風（第一個是第5號颱風海棠），這是自1994年之後第一次同一年中有兩個以上強烈颱風侵襲台灣（本年稍後又有另一強烈颱風等級的颱風龍王侵襲台灣，且三者皆登陸台灣）。
中國福建省氣象台於當地時間9月1日6時20分掛出颱風黑色信號，是最高級的颱風信號。泰利于9月1日14時30分在福建省莆田市秀嶼區平海鎮登陆。泰利是2005年登陆中国大陆的第五個熱帶氣旋（之前四個分別是颱風海棠、颱風麥莎、熱帶風暴天鷹、強烈熱帶風暴珊瑚）。

## 影響

### 中華民國
- 9月1日(UTC+8)台灣本島各縣市、澎湖縣、連江縣停止上班上課一天，金門縣下午亦停止上班上課，股匯市及期貨市場休市一天。
- 泰利颱風主要影響台灣的8月31日和9月1日期間，共有20多人受傷，台南一名老翁溺斃，停電用戶一度達140萬餘戶。
- 桃園縣全縣、新竹縣湖口鄉、台北縣林口鄉因石門水庫原水濁度飆高，於9月2日開始供一停一的分區供水。
- 農委會宣布15縣市808條河流為土石流黃色警戒區、426條為土石流紅色警戒區。
- 臺南縣永康市、麻豆鎮、學甲鎮、善化鎮、白河鎮、安定鄉、官田鄉、北門鄉、新市鄉、大內鄉、嘉義縣布袋鎮、東石鄉、義竹鄉、嘉義市西區、屏東縣潮州鎮、內埔鄉及麟洛鄉等地傳出淹水災情。
- 台鐵北迴線漢本車站路基掏空。
- 阿里山公路路面坍塌達100餘公尺，雙向交通中斷。

### 中华人民共和国
- 福建省气象台8月30日16时紧急发布绿色台风警报。中央气象台8月31日上午10時发布台风紧急警报。8月31日中午，福建省气象台发布台风黄色紧急警报信号。
- 8月31日，厦门电业局紧急启动防台风预案。
- 受到台风影响，9月1日、2日福州、厦门、泉州全市中小学生均停课和取消一切教学活动。
- 9月1日厦金航线所有航班全部取消。
- 福州长乐机场对外宣布，从9月1日10時至20時，机场全线关闭，已确定取消与全国各大城市间的45个航班共90架次飞机起降。
- 福州地区造成较大面积停电。
- 温州9月1日夜间起多个山区发生泥石流、塌方地质灾害，到目前已有15人死亡，另外有11人受伤。福州市多处出现围墙或房屋倒塌，造成3死5伤。强降雨造成安徽山体滑坡、山洪暴发，已经造成59人死亡，12人失踪。江西庐山9月1日至3日出现历史罕见特大暴雨，导致多处山体滑坡，7人死亡2人失踪。湖北6人死亡2人失踪。

## 熱帶氣旋警告使用紀錄

### 台灣
| 交通部中央氣象局 颱風警報 | 交通部中央氣象局 颱風警報 | 交通部中央氣象局 颱風警報 |
| ------------------------- | ------------------------- | ------------------------- |
| 上一熱帶氣旋              | 海上颱風警報              | 下一熱帶氣旋              |
| 輕度颱風珊瑚              | 海上颱風警報              | 中度颱風卡努              |
| 輕度颱風珊瑚              | 陸上颱風警報              | 中度颱風卡努              |

## 外部連結
- （日語）http://www.jma.go.jp/ （页面存档备份，存于） 日本氣象廳首頁
- （英文）http://www.usno.navy.mil/JTWC/ （页面存档备份，存于） 聯合颱風警報中心首頁
- （简体中文）https://web.archive.org/web/20120928121548/http://www.nmc.gov.cn/ 中央氣象台首頁
- （繁體中文）http://www.cwb.gov.tw/ （页面存档备份，存于） 中央氣象局首頁
- （繁體中文）http://www.hko.gov.hk/ （页面存档备份，存于） 香港天文台首頁
- （繁體中文）http://www.smg.gov.mo/ （页面存档备份，存于） 澳門地球物理暨氣象局首頁